# سمير الحكيم
سمير الحكيم (22 أغسطس 1948 حماة-13 أغسطس 2003 دمشق) حائز على إجازة في الدراسات الاجتماعية والفلسفية. - شارك كممثل بالعديد من الأعمال التلفزيونية والمسرحية و السينمائية، بالإضافة إلى بعض الأعمال الإذاعية. - عضو في نقابة الفنانين منذ عام 1980 فهو مؤسس فرع نقابة الفنانين في حماة عام 1986، ومؤسس فرقة المسرح الوطني عام 1987، التي أصبح اسمها ( فرقة سمير الحكيم المسرحية ) تكريماً لإسهاماته المتعددة في المشهد الثقافي، وهو مؤسس المهرجان الذي أصبح علامة واضحة وفاعلة في المشهد المسرحي العربي، مهرجان حماة المسرحي عام 1989، ومدير دوراته الثمان الأولى .
عمل في فرق المسرح الجامعي والعسكري والشبيبي والعمالي ثم في مسارح وزارة الثقافة، القومي والجوال.

## وصلات خارجية
- الفنان سمير الحكيم مسيرة حافلة بالإبداع - موقع المهرجانات السورية
- سمير الحكيم - دليل سورية